# 240
El 240 (CCXL) fou un any de traspàs començat en dimecres del calendari julià.

## Esdeveniments
- Mani comença a predicar el maniqueisme a l'Imperi Sassànida.[1]

## Necrològiques
- Tertul·lià, escriptor cristià